# Chapelle Sainte-Marguerite de Valff
La chapelle Sainte-Marguerite est une chapelle catholique, monument historique, située à Valff, dans le département français du Bas-Rhin.

## Localisation
Ce bâtiment est situé à Valff.

## Historique
L'édifice fait l'objet d'une inscription au titre des monuments historiques depuis 1932.

## Architecture

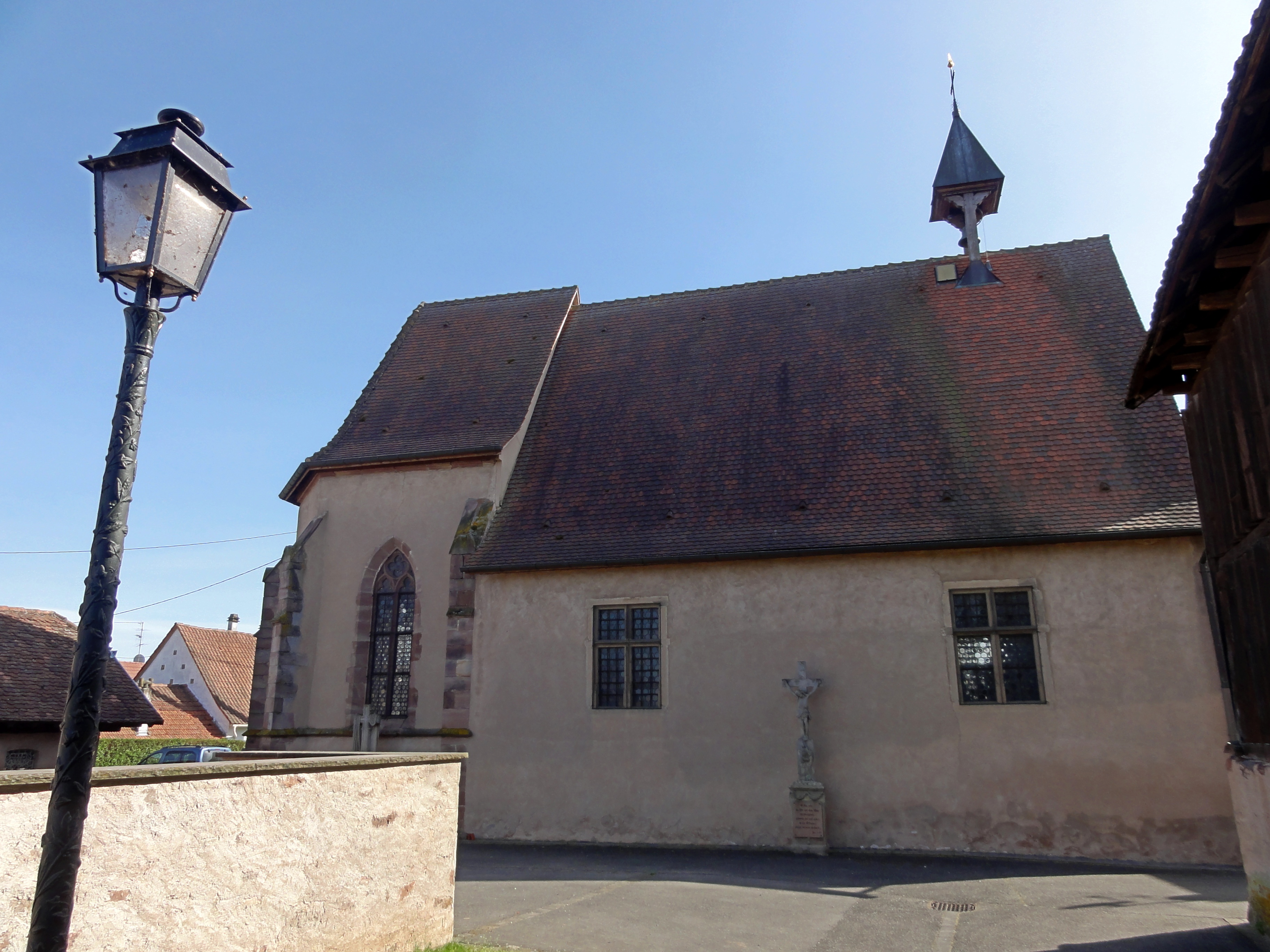
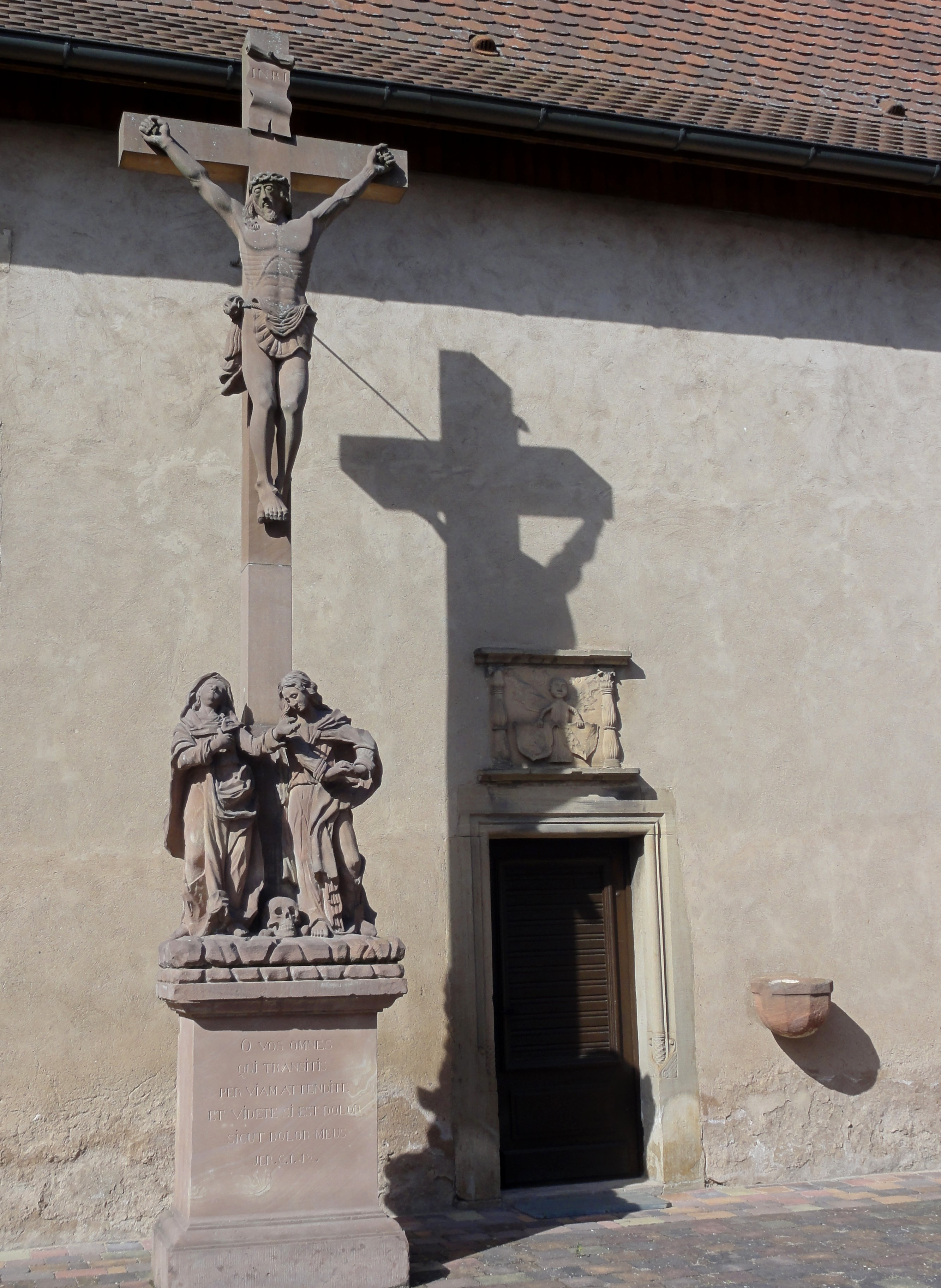
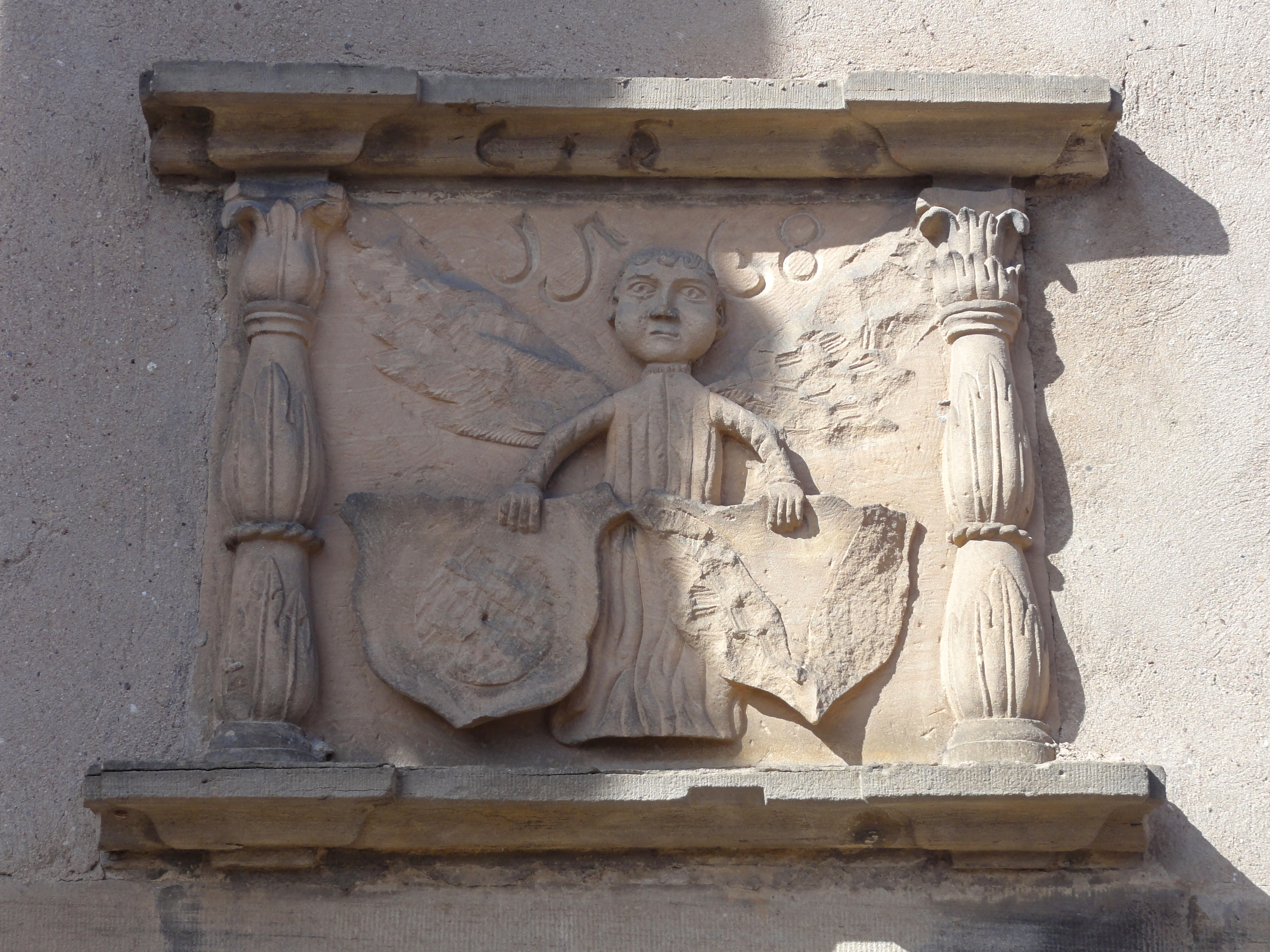